# Muscle infra-hyoïdien
Les muscles infra-hyoïdiens (ou muscles sous-hyoïdiens), sont les quatre muscles antérieurs du cou situés sous l'os hyoïde devant les viscères cervicaux.
À l'exclusion du muscle sterno-thyroïdien, les muscles infra-hyoïdiens ont un point d'insertion sur l'os hyoïde,.

## Les muscles infra-hyoïdiens
| Nom                                    | Origine | Insertion                                              | Innervation                           |
| Muscle sterno-hyoïdien                 | Face postérieure du manubrium sternal, parties adjacentes de la clavicule et le ligament sterno-claviculaire postérieur | Partie médiale du bord inférieur de l'os hyoïde        | Anse cervicale                        |
| Muscle sterno-thyroïdien               | Face postérieure du manubrium sternal et partie attenante du premier cartilage costal                                   | Cartilage thyroïde                                     | Anse cervicale                        |
| Muscle thyro-hyoïdien                  | Ligne oblique du cartilage thyroïde                                                                                     | Bord inférieur du corps et grande corne de l'os hyoïde | Anse cervicale                        |
| Muscle omo-hyoïdien (ventre supérieur) | Tendon intermédiaire | Os hyoïde                                              | Racine supérieure de l'anse cervicale |
| Muscle omo-hyoïdien (ventre inférieur) | Bord supérieur de l'omoplate                                                                                            | Tendon intermédiaire                                   | Anse cervicale                        |

### Innervation
Tous les muscles sous-hyoïdiens sont innervés par l'anse cervicale issue du plexus cervical à l'exception du muscle thyro-hyoïdien qui est innervé uniquement par les fibres du premier nerf rachidien cervical via le nerf hypoglosse.

### Action
Les muscles sous-hyoïdiens ont pour fonction d'élever et d'abaisser l'os hyoïde et le larynx pendant la déglutition et la parole.